# Флаэрти, Джо
Джо́зеф (Джо) Фла́эрти англ. Joseph "Joe" O'Flaherty, 21 июня 1941, Питтсбург, Пенсильвания — 1 апреля 2024, Торонто) — американский стендап-комедиант и актёр.